# One Love (álbum de David Guetta)
One Love é o quarto álbum de estúdio do produtor francês David Guetta. Foi lançado no Reino Unido em 24 de agosto de 2009 e nos Estados Unidos em 25 de agosto de 2009. O álbum recebeu críticas geralmente favoráveis de críticos de música e foi um sucesso comercial vendendo mais de 3 milhões de cópias no mund todo desde seu lançamento. O álbum inclui dois singles de sucesso global, "When Love Takes Over", com a cantora americana Kelly Rowland, e "Sexy Bitch", com o cantor senegalês-americano Akon.
O álbum recebeu uma nomeação para o 52º Grammy Awards, na categoria de "Melhor Álbum Eletrônico/Dance". O single "When Love Takes Over" foi indicado nas categorias de "Melhor Gravação Dance" e "Melhor Gravação Remix Não-clássica", tendo vencido a última.
One Love foi relançado na América do Norte em 24 de agosto de 2010. Esta versão do álbum o novo mix de "Gettin Over You", bem como uma versão remix de "Revolver", de Madonna, e o single "Acapella", da cantora Kelis, ambos produzidos por Guetta. O álbum foi relançado com o título One More Love no Reino Unido em 29 de novembro de 2010 e em 25 de janeiro de 2011 nos Estados Unidos. Ele inclui o novo single "Who's That Chick?", que apresenta vocais de Rihanna.

## Singles
- "When Love Takes Over" foi lançada como primeiro single e conta com os vocais de Kelly Rowland. A canção foi um sucesso mundial e alcançou a primera posição no Reino Unido, ganhando a "Melhor Gravação Remix Não-clássica" do Grammy Award em 2010.
- "Sexy Bitch" (versão 'limpa' de "Sexy Chick") foi o segundo single do álbum. Conta com os vocais de Akon. A canção se tornou um sucesso mundial, alcançando a primeira posição em treze paradas diferentes. Alcançou a primera posição no Reino Unido, assim como em muitos outros países.
- "One Love" foi lançado como terceiro single do álbum, contando com a cantora Estelle. Alcançou o topo na parada do Hot Dance Club Songs,.da Billboard.
- "Memories" foi lançado como quarto single em 15 de março de 2010. A faixa apresenta vocais do rapperKid Cudi e alcançou o número um na Bélgica, República Checa e Países Baixos.
- "Gettin' Over You" foi lançado como quinto single mundialmente, com vocais de Chris Willis, Fergie e LMFAO. Esta versão só pode ser ouvida na nova versão de One Love e One More Love. "Gettin Over You" chegou ao topo das paradas de singles do Reino Unido e França.
- "Who's That Chick?" foi lançado como o sexto single de One Love e primeiro single de relançamento de One More Love. Conta com os vocais de Rihanna.[4] O videoclipe da canção fez parte de uma promoção de campanha publicitária para a Doritos. Dois videoclipes foram criados, um representando o dia e o outro a noite. Eles foram lançados em 22 de novembro de 2010.

| Críticas profissionais | Críticas profissionais |
| Avaliações da crítica  | Avaliações da crítica  |
| Fonte                  | Avaliação              |
| ---------------------- | ---------------------- |
| Allmusic               | [ 5 ]                  |
| Billboard              | (favorável)            |
| Digital Spy            | [ 7 ]                  |
| Entertainment Weekly   | (B)                    |
| The Guardian           | [ 9 ]                  |
| Los Angeles Times      | [ 10 ]                 |
| MusicOMH               | [ 11 ]                 |
| Now                    | [ 12 ]                 |
| PopMatters             | [ 13 ]                 |
| The Times              | [ 14 ]                 |

## Faixas

### Edição Internacional
Todas as canções foram escritas e produzidas por David Guetta, com outras contribuições.
| N.º | Título                                                                     | Letras                                                            | Duração |  |
| 1.  | "When Love Takes Over" (Feat. Kelly Rowland)                               | Miriam & Olivia Nervo, Kelly Rowland                              | 3:12    |  |
| 2.  | "Gettin' Over You" (Feat. Chris Willis, Fergie & LMFAO)                    | Sandy Vee, Jean-Claude Sindres, Chris Willis , Frédéric Riesterer | 3:00    |  |
| 3.  | "Sexy Bitch" (Feat. Akon)                                                  | Giorgio Tuinfort, Akon, Sandy Vee, Jean-Claude Sindres            | 3:16    |  |
| 4.  | "Memories" (Feat. Kid Cudi)                                                | Kid Cudi, Riesterer                                               | 3:28    |  |
| 5.  | "On the Dancefloor" (Feat. Will.I.Am & apl.de.ap)                          | Will.I.Am, apl.de.ap                                              | 3:45    |  |
| 6.  | "It's the Way You Love Me" (Feat. Kelly Rowland)                           | Miriam e Olivia Nervo, Riesterer                                  | 4:10    |  |
| 7.  | "Missing You" (Feat. Novel)                                                | Novel, Sandy Vee, Jean-Claude Sindres                             | 3:07    |  |
| 8.  | "Choose"                                                                   | Riesterer, Ne-Yo                                                  | 3:57    |  |
| 9.  | "How Soon is Now" (Feat. Sebastian Ingrosso, Dirty South & Julie McKnight) | Jason Sealee, Riesterer, Ingrosso, Dirth South                    | 4:09    |  |
| 10. | "I Gotta Feeling (FMIF Remix Edit)" (Feat. Black Eyed Peas)                | Fergie, Will.I.Am, apl.de.ap, Taboo                               | 3:54    |  |
| 11. | "One Love" (Feat. Estelle)                                                 | Estelle, Jean-Claude Sindres, Sandy Vee                           | 4:01    |  |
| 12. | "I Wanna Go Crazy" (Feat. Will.I.Am)                                       | Will.I.Am, Jean-Claude Sindres, Sandy Vee                         | 3:24    |  |
| 13. | "Sound of Letting Go" (Feat. Chris Willis)                                 | Miriam & Olivia Nervo, DJ Tocadisco                               | 3:46    |  |
| 14. | "Toyfriend" (Feat. Wynter Gordon)                                          | Wynter Gordon, The Jackie Boyz                                    | 3:13    |  |
| 15. | "If We Ever" (Feat. Makeba)                                                | Makeba, Riesterer, Sandy Vee, Jean-Claude Sindres                 | 4:40    |  |

### Edição Limitada XXL
| Disco 1 |                                                                            |         |  |
| N.º     | Título                                                                     | Duração |  |
| 1.      | "When Love Takes Over" (Feat. Kelly Rowland)                               | 3:11    |  |
| 2.      | "Gettin' Over" (Feat. Chris Willis)                                        | 3:02    |  |
| 3.      | "Sexy Bitch" (Feat. Akon)                                                  | 3:16    |  |
| 4.      | "Memories" (Feat. Kid Cudi)                                                | 3:30    |  |
| 5.      | "On the Dancefloor" (Feat. Will.I.Am and apl.de.ap)                        | 3:46    |  |
| 6.      | "It's the Way You Love Me" (Feat. Kelly Rowland)                           | 4:13    |  |
| 7.      | "Missing You" (Feat. Novel)                                                | 3:08    |  |
| 8.      | "Choose" (Feat. Ne-Yo and Kelly Rowland)                                   | 3:58    |  |
| 9.      | "How Soon is Now" (Feat. Sebastian Ingrosso, Dirty South & Julie McKnight) | 4:10    |  |
| 10.     | "I Gotta Feeling (FMIF Remix Edit)" (Feat. Black Eyed Peas)                | 3:53    |  |
| 11.     | "One Love" (Feat. Estelle)                                                 | 4:00    |  |
| 12.     | "I Want to Go Crazy" (Feat. Will.I.Am)                                     | 3:24    |  |
| 13.     | "Sound of Letting Go" (Feat. DJ Tocadisco and Chris Willis)                | 3:46    |  |
| 14.     | "Toyfriend" (Feat. Afrojack & Wynter Gordon)                               |         |  |
| 15.     | "If We Ever" (Feat. Makeba)                                                | 3:17    |  |
| 16.     | Sem título                                                                 | 4:43    |  |

| Disco 2 |                                                                                         |         |  |
| N.º     | Título                                                                                  | Duração |  |
| 1.      | "When Love Takes Over (Extended Version)" (Kelly Rowland)                               | 7:48    |  |
| 2.      | "Gettin' Over (Extended Version)" (Chris Willis)                                        | 5:56    |  |
| 3.      | "Sexy Bitch (Extended Version)" (Akon)                                                  | 5:13    |  |
| 4.      | "Memories (Extended Version)" (Kid Cudi)                                                | 5:20    |  |
| 5.      | "On the Dancefloor (Extended Version)" (Will.I.Am and apl.de.ap)                        | 5:12    |  |
| 6.      | "It's the Way You Love Me (Extended Version)" (Kelly Rowland)                           | 6:55    |  |
| 7.      | "Missing You (Extended Version)" (Novel)                                                | 6:18    |  |
| 8.      | "How Soon is Now (Extended Version)" (Sebastian Ingrosso, Dirty South & Julie McKnight) | 7:05    |  |
| 9.      | "One Love (Extended Version)" (Estelle)                                                 | 6:48    |  |
| 10.     | "I Want to Go Crazy (Extended Version)" (Will.I.Am)                                     | 6:40    |  |
| 11.     | "Sound of Letting Go (Extended Version)" (Tocadisco and Chris Willis)                   | 5:24    |  |
| 12.     | "Toyfriend (Instrumental)" (Afrojack & Wynter Gordon)                                   | 3:17    |  |
| 13.     | "I Need You Now (Extended Version)" (Laidback Luke & Samantha Jade)                     | 6:26    |  |

| Disco 3 |                                                                                      |         |  |
| N.º     | Título                                                                               | Duração |  |
| 1.      | "Montenegro"                                                                         | 5:58    |  |
| 2.      | "GRRRR"                                                                              | 7:29    |  |
| 3.      | "It's Your Life" (Feat. Chris Willis)                                                | 3:44    |  |
| 4.      | "When Love Takes Over (Laidback Luke Remix)" (Feat. Kelly Rowland)                   | 6:06    |  |
| 5.      | "When Love Takes Over (Norman Doray & Arno Cost Remix - Edit)" (Feat. Kelly Rowland) | 7:12    |  |
| 6.      | "When Love Takes Over (Albin Myers Remix)" (Feat. Kelly Rowland)                     | 8:27    |  |
| 7.      | "When Love Takes Over (Abel Ramos Paris With Love Mix)" (Feat. Kelly Rowland)        | 8:12    |  |
| 8.      | "Sexy Bitch (DJ Chuckie and Lil Jon Remix)" (Feat. Akon)                             | 5:58    |  |
| 9.      | "Sexy Bitch (Abel Ramos Atlanta With Love Mix)" (Feat. Akon)                         | 7:15    |  |
| 10.     | "Sexy Bitch (Koen Groeneveld Remix)" (Feat. Akon)                                    | 7:16    |  |
| 11.     | "Sexy Bitch (DJ Footloose Remix)" (Feat. Akon)                                       | 5:44    |  |
| 12.     | "Sexy Bitch (Afrojack Remix)" (Feat. Akon)                                           | 4:34    |  |

## Paradas e posições
| Paradas (2009)          | Melhor posição |
| ----------------------- | -------------- |
| CAPIF                   | 11             |
| ARIA Chart              | 4              |
| Ö3 Austria Top 40       | 3              |
| Ultratop 50 (Flanders)  | 2              |
| Ultratop 40 (Valônia)   | 1              |
| Canadian Albums Chart   | 2              |
| IFPI Česká Republika    | 3              |
| IFPI Dinamarca          | 22             |
| MegaCharts              | 5              |
| European Top 100 Albums | 1              |
| France Albums Chart     | 1              |
| Media Control Charts    | 2              |
| IFPI Grécia             | 19             |
| MAHASZ                  | 1              |

| Paradas (2009)               | Melhor posição |
| ---------------------------- | -------------- |
| Irish Albums Chart           | 3              |
| FIMI                         | 5              |
| AMPROFON                     | 12             |
| RIANZ                        | 2              |
| VG-lista                     | 16             |
| Polish Music Charts          | 26             |
| Portugal Albums Chart        | 5              |
| África do Sul - Albums Chart | 1              |
| PROMUSICAE                   | 1              |
| Sverigetopplistan            | 33             |
| IFPI Suíça                   | 2              |
| UK Albums Chart              | 2              |
| Billboard 200                | 70             |
| Dance/Electronic Albums      | 3              |

### Certificações e vendas
O álbum ja vendeu mais de 1,4 milhões de cópias no mundo.
| País        | Certificações | Data                    |
| ----------- | ------------- | ----------------------- |
| Austrália   | Ouro          | 30 de novembro de 2009  |
| Canadá      | Platina       | 13 de maio de 2010      |
| França      | 3× Platina    | 21 de dezembro de 2009  |
| Hungria     | Ouro          | 2010                    |
| México      | Ouro          | 22 de fevereiro de 2010 |
| Reino Unido | Ouro          | 18 de setembro de 2009  |

## Histórico de lançamento
| País           | Data           | Gravadora        | Formato              |
| -------------- | -------------- | ---------------- | -------------------- |
| Reino Unido    | 24 agosto 2009 | Positiva Records | CD, Download digital |
| Japão          | 24 agosto 2009 | EMI/SoundTown    | CD, Download digital |
| Estados Unidos | 25 agosto 2009 | Astralwerks      | CD, Download digital |

| País           | Data             | Gravadora        | Formato              |
| -------------- | ---------------- | ---------------- | -------------------- |
| Alemanha       | 26 novembro 2010 | EMI              | CD, Download digital |
| Reino Unido    | 29 novembro 2010 | Positiva Records | CD, Download digital |
| Estados Unidos | 25 janeiro 2011  | Astralwerks      | CD, Download digital |
| Japão          | 26 janeiro 2011  | EMI/SoundTown    | CD, Download digital |